# Joseph Edward Murray
Joseph Edward Murray (Milford, EUA, 1 d'abril de 1919 - Boston 26 de novembre de 2012) va ser un cirurgià i professor universitari estatunidenc guardonat amb el Premi Nobel de Medicina o Fisiologia l'any 1990.

## Biografia
Va néixer el 1919 a la ciutat de Milford, població situada a l'estat nord-americà de Massachusetts. Va estudiar medicina a la Universitat Harvard, i posteriorment es doctorà a la Universitat de Rockford (Illinois) especialitzant-se en cirurgia plàstica i reconstructiva. Professor de cirurgia a Harvard fins al 1967, entre 1972 i 1985 fou cap del departament de cirurgia plàstica de l'Hospital Infantil de Boston.

## Recerca científica
Treballant a l'Hospital Peter Bent Brigham de Boston va tenir l'oportunitat de realitzar l'any 1954 amb èxit un trasplantament de ronyó, el primer de la història. Murray havia iniciat les seves primeres investigacions sobre empelts durant la Segona Guerra Mundial, el que el va dur a entendre el problema de la compatibilitat i el rebuig. Contra el rebuig va dissenyar una estratègia empírica basada en el bloqueig de les defenses immunitàries.
Posteriorment va demostrar la utilitat de l'azatioprina, utilitzat com a agent immunosupressor en el trasplantament de teixits, així com de les radiacions ionitzants per controlar el possible rebuig dels trasplantaments.
L'any 1990 fou guardonat amb el Premi Nobel de Medicina o Fisiologia «pels seus descobriments referents al trasplantament d'òrgans i de la cèl·lula en el tractament de les malalties humanes», premi que compartí amb Edward Donnall Thomas pels seus treballs independents sobre la mateixa matèria.